# Liste der portugiesischen Lokomotiv- und Triebwagenbaureihen
Diese Liste enthält eine Übersicht über die Lokomotiven und Triebwagen der portugiesischen Eisenbahnen, das heißt das Zugmaterial früherer Privatbahnen, der staatlichen Comboios de Portugal (CP) und ihrer Vorgänger, der kommunalen Metropolitano Ligeiro de Mirandela und den beiden privaten Verkehrsunternehmen Fertagus und Captrain Portugal.

## Breitspur-Dampflokomotiven

### Companhia Central e Peninsular (CCeP)
ursprünglich Spurweite 1440 mm; 1860 Umspurung auf 1668 mm
| Nummern | Erster Name | CP-Nr.  | Achsfolge | Hersteller           | Baujahr(e) | Anmerkungen                       |
| ------- | ----------- | ------- | --------- | -------------------- | ---------- | --------------------------------- |
| 1       | PORTUGAL    |         | 1A1       | Buddicom ?           | ?          |                                   |
| 2–3     | SANTAREM    |         | 1A1       | Hawthorn             | 1854       |                                   |
| 4       | ELVAS       |         | 1A1       | Fairbairn            | 1855       |                                   |
| 5–7     | LISBOA      |         | 1A1       | Société l’Expansion  | 1845–1846  | von Paris–Orleans-Bahn übernommen |
| 8–9     | CAMOES      |         | B         | Dodds                | ?          |                                   |
| 10      | COIMBRA     |         | 1B        | Egestorff            | 1855       | 1856 an CP verkauft               |
| 11–14   | ALAMQUER    | 5–7     | 1A1 t     | Fairbairn            | 1856–1857  | ESTREMOZ 1874 an MD verkauft      |
| 15–16   | SETUBAL     | 101–102 | C         | Sharp, Stewart & Co. | 1861       |                                   |

### Companhia dos Caminhos de Ferro do Sul e Sueste (SeS)

#### Spurweite 1440 mm
1869 auf 1668 mm umgespurt
| Nummern | Erster Name | Nummern ab 1873 | CP-Nr. | Achsfolge | Hersteller             | Baujahr(e) | Anmerkungen     | Bilder |
| ------- | ----------- | --------------- | ------ | --------- | ---------------------- | ---------- | --------------- | ------ |
| 1–7     | BARREIRO    | 05–07           |        | 1B t      | Wilson, Manning Wardle | 1856–1859  |                 |        |
| 8       | D. LUIZ     | 01              | 1001   | 1A1       | Beyer-Peacock          | 1862       | Museum Santarem |        |
| 9       | OURIQUE     | 34              | 1134   | C         | Beyer-Peacock          | 1861       |                 |        |
| 10–15   | ALENTEJO    | 08–13           |        | B1        | Beyer-Peacock          | 1863       |                 |        |

#### Spurweite 1668 mm
| Nummern      | Erster Name | CP-Nr.               | CP-Nr. ab 1950 | Achsfolge             | Hersteller                                                             | Baujahr(e) | Anmerkungen                                                 |
| ------------ | ----------- | -------------------- | -------------- | --------------------- | ---------------------------------------------------------------------- | ---------- | ----------------------------------------------------------- |
| 02–04        | CRATO       | 01002–01004          |                | C t                   | James Cross & Co                                                       | 1865       |                                                             |
| 14–31, 34–53 |             | 1114–1131, 1134–1153 | 41–79          | C                     | Hanomag, Neilson & Company, Beyer-Peacock, Graff, Sharp, Stewart & Co. | 1861–1902  |                                                             |
| 61–66        |             | 1261–1266            | 281–286        | 2’C                   | Henschel                                                               | 1910       |                                                             |
| 71–72        |             | BeDymf 1001–1002     |                | B’2’ h2, auch B’2’ n2 | Borsig                                                                 | 1906       | Dampftriebwagen                                             |
| 81–99        |             | 1281–1289, 1292–1299 | 221–237        | 2’C n4v               | Borsig, Esslingen                                                      | 1903–1923  | 90: Contumil                                                |
| 101–119      |             | 1701–1719            | 701–719        | 1’D h2                | Schwartzkopff, North British Locomotive Company                        | 1912–1921  |                                                             |
| 151–158      |             | 1161–1168            | 141–148        | C                     | Henschel                                                               | 1928       |                                                             |
| 201–206      |             | 1201–1206            | 291–296        | 2’C                   | Henschel                                                               | 1913       | 204: Vila Nova de Gaia                                      |
| 301–310      |             | 1501–1510            | 551–560        | 2’C1’                 | Henschel                                                               | 1924       | 303: Santarem                                               |
| 401–410      |             | 01201–01210          | 0181–0190      | 1’D2’ t               | Henschel                                                               | 1924       | 404, 410: Vila Nova de Gaia, 406: Regua, 407: Entroncamento |

### Caminhos de Ferro Estado Minho e Douro (MD)
Spurweite 1668 mm
| Herkunft           | Nummern        | Erster Name | weitere Nummern | CP-Nr.               | CP-Nr. ab 1950 | Achsfolge | Hersteller                                      | Baujahr(e) | Anmerkungen                     | Bilder |
| ------------------ | -------------- | ----------- | --------------- | -------------------- | -------------- | --------- | ----------------------------------------------- | ---------- | ------------------------------- | ------ |
|                    | 1–6, 8–10      | PORTO       |                 | 2001–2006, 2008–2010 | 3–10           | 1B        | Beyer-Peacock                                   | 1875–1878  | 9: Nine                         |        |
| MZA 21, 23, 25, 30 | 11–12          |             | 47–48           | 2047–2048            |                | 1B        | Sharp, Stewart & Co.                            | 1855       |                                 |        |
| CCeP 14            | 13             |             | 49              | 02049                |                | 1A1 t     | Fairbairn                                       | 1854       | Nine                            |        |
|                    | 12"–14", 15–16 | FAMALICÃO   |                 | 02012–02016          |                | 1B t      | Beyer-Peacock                                   | 1878–1904  |                                 |        |
|                    | 17–20          | FOX         |                 | 02017–02020          | 011–014        | C1 t      | Hanomag, Beyer-Peacock                          | 1889, 1902 |                                 |        |
|                    | 5–7, 24–32     | DOURO       | 21–23           | 2121–2132            | 21–32          | C         | Beyer-Peacock                                   | 1875–1887  | 7: Valença                      |        |
| SeS                | 11"–13", 14    | GERES       | 33–36           | 2133–2136            |                | C         | Sharp, Stewart & Co.                            | 1875       |                                 |        |
|                    | 37–41          | CHAVES      |                 | 2187–2191            | 175–179        | C1        | Beyer-Peacock, Hanomag                          | 1897, 1902 |                                 |        |
| tw. SeS            | 51–65          |             |                 | 2251–2265            | 238–252        | 2’C n4v   | Borsig, Cockerill, Esslingen                    | 1904–1923  | 51: Entroncamento, 61: Contumil |        |
|                    | 81–82          |             |                 | 02081–02082          | 041–042        | 1C1 t     | Cockerill                                       | 1907       | 82: Entroncamento               |        |
|                    | 101–116        |             |                 | 2701–2716            | 751–766        | 1’D h2    | North British Locomotive Company, Schwartzkopff | 1912–1924  | 104: Entroncamento              |        |

### Companhia dos Caminhos de Ferro Portugueses da Beira Alta (BA)
Spurweite 1668 mm
| Nummern | Nummern nach Umbau 1925–1930 | CP-Nr. ab 1948 | CP-Nr. ab 1950 | Achsfolge | Hersteller   | Baujahr(e) | Anmerkungen | Bilder |
| ------- | ---------------------------- | -------------- | -------------- | --------- | ------------ | ---------- | --- | ------ |
| 1–8     | 11–16                        | 108–109        | 61–62, 141–144 | C n2      | Creusot      | 1879       | |        |
| 21–28   |                              | 24–27          |                | 1B n2     | Wr. Neustadt | 1881       | |        |
| 51–55   |                              | 281–285        | 201–205        | 2C        | Henschel     | 1909       | |        |
| 60–65   | –                            | –              | –              | 2’C       | NBL          | 1907       | Vor 1924 verkauft an die Medina del Campo a Zamora in Spanien. Später zu Renfe. Eine erhalten im Eisenbahnmuseum Madrid. |        |
| 61–65   |                              | 291–295        | 211–215        | 2’C       | Henschel     | 1924       | 61: Pampilhosa |        |
| 101–103 |                              |                | 801–803        | 2’D       | Henschel     | 1930       | 101: Vilar Formosa |        |
| 201–202 |                              |                | 859–860        | 1’D1’     | Alco         | 1945       | |        |

### Companhia dos Caminhos de Ferro de Portugueses (CP)
Spurweite 1668 mm
| Herkunft                  | Erster Name      | CP-Nr. vor 1927 | CP-Nr. ab 1927                     | CP-Nr. ab 1950                               | Achsfolge | Hersteller                                                                        | Baujahr(e) | Anmerkungen                                                     | Bilder |
| ------------------------- | ---------------- | --------------- | ---------------------------------- | -------------------------------------------- | --------- | --------------------------------------------------------------------------------- | ---------- | --------------------------------------------------------------- | ------ |
|                           | AMALIA RODRIGUES | 1–4             | 001–004                            | 001–004                                      | B n2t     | Hartmann, Cockerill                                                               | 1882, 1890 | 1: Estremoz, 2: Nine, 3–4: Entroncamento                        |        |
|                           | MARIA ALICE      | 5               | 005                                | 005                                          | B t       | Cockerill                                                                         | 1901       | Estremoz                                                        |        |
|                           |                  | 01–08           | 01–08                              | 01–08                                        | C n2t     | Esslingen                                                                         | 1887       |                                                                 |        |
| MD 17–20                  | FOX              |                 | 02017–02020                        | 011–014                                      | C1 t      | Beyer-Peacock, Hanomag                                                            | 1889, 1902 | 012: Entroncamento, 013: Lagos, 014: Nine                       |        |
|                           |                  | 09–026          | 09–026                             | 021–029                                      | C1 t      | Beyer-Peacock                                                                     | 1890–1891  | 020: Entroncamento, restl. Umbau zu 031–039                     |        |
| UB aus 011–025            |                  | 031–039         | 031–039                            | 031–039                                      | 1’C1’ t   | Beyer-Peacock                                                                     | 1890–1891  | 033: Lagos                                                      |        |
| MD 81–82                  |                  |                 | 02081–02082                        | 041–042                                      | 1’C1’ t   | Cockerill                                                                         | 1907       | 042: Entroncamento                                              |        |
|                           |                  | 071–085         | 070–097                            | 070–097                                      | 1’C2’ t   | SLM, Henschel, Werkstätte CP Lisboa                                               | 1916–1944  | 070: Estremoz, 072: Porto, 094: Entroncamento                   |        |
|                           |                  | 051–058         | 0151–0158                          | 0151–0158                                    | 1’D1’ h2t | Schwartzkopff                                                                     | 1913, 1920 |                                                                 |        |
| SeS 401–410               |                  |                 | 01201–01210                        | 0181–0190                                    | 1’D2’ t   | Henschel                                                                          | 1924       | 0184, 0190: Vila Nova de Gaia, 0186: Regua, 0187: Entroncamento |        |
|                           |                  | 0101–0124       | 0201–0224                          | 0201–0224                                    | 1’D2’ t   | Henschel                                                                          | 1924       | 0201: Entroncamento                                             |        |
| CCeP 11–13                | ALAMQUER         | 5–7             |                                    |                                              | 1A1       | Fairbairn                                                                         | 1857       |                                                                 |        |
| MD 1–10                   | PORTO            |                 | 2001–2010                          | 3–10                                         | 1B        | Beyer-Peacock                                                                     | 1875, 1878 | 9: Nine                                                         |        |
|                           |                  | 17–37           | 17–37                              |                                              | 1B n2     | Evra, Creusot                                                                     | 1861, 1864 | 23–31: Hersteller nicht bekannt                                 |        |
| MD 21–32                  | DOURO            |                 | 2121–2132                          | 21–32                                        | C         | Beyer-Peacock                                                                     | 1875–1887  | 23: Valença                                                     |        |
|                           |                  | 41–52           | 41–52                              |                                              | 2’B n2    | Hartmann, SACM, Cockerill                                                         | 1879–1890  |                                                                 |        |
| SeS 14–31                 |                  |                 | 1114–1131                          | 41–54                                        | C         | Hanomag, Neilson                                                                  | 1885–1895  |                                                                 |        |
| BA 3, 8                   |                  |                 | 108–109                            | 61–62                                        | C n2      | Creusot                                                                           | 1879       |                                                                 |        |
| SeS 34–53                 |                  |                 | 1134–1153                          | 71–79                                        | C         | Beyer-Peacock, Grafenstaden, Sharp, Stewart & Co., Hanomag                        | 1861–1902  |                                                                 |        |
|                           |                  | 81–84           | 81–84                              |                                              | 2’B       | Beyer-Peacock                                                                     | 1889       |                                                                 |        |
|                           |                  | 91–98           | 91–98                              |                                              | 2’B       | Beyer-Peacock                                                                     | 1891       |                                                                 |        |
|                           |                  | 101–135         | 103–135                            | 110, 113–118, 120, 124–125, 127–128, 131–135 | C         | Sharp, Stewart & Co., Evra, Kitson, Graffenstaden, Batignolles, Köchlin, Hartmann | 1861–1881  | 135: Entroncamento                                              |        |
| SeS 151–158               |                  |                 | 1161–1168                          | 141–148                                      | C         | Henschel                                                                          | 1928       |                                                                 |        |
|                           |                  | 151–172         | 152–159, 161–162, 164–168, 171–172 | 152–159, 161–162, 164–168, 171–172           | C         | SACM, Cockerill                                                                   | 1887–1890  | restl. UB 182–186; 167: Entroncamento                           |        |
| MD 37–41                  | CHAVES           |                 | 2187–2191                          | 175–179                                      | C1        | Beyer-Peacock, Hanomag                                                            | 1897, 1902 |                                                                 |        |
| CP 151, 160, 163, 169–170 |                  | 181–186         | 181–186                            | 181–186                                      | 1C        | Werkstätte CP Lisboa                                                              | 1910       | UB                                                              |        |
| Herkunft                  | Erster Name      |                 | CP-Nr. ab 1948                     | CP-Nr. ab 1950                               | Achsfolge | Hersteller                                                                        | Baujahr(e) | Anmerkungen                                                     | Bilder |
| BA 51–55                  |                  |                 | 281–285                            | 201–205                                      | 2C        | Henschel                                                                          | 1909       |                                                                 |        |
| BA 61–65                  |                  |                 | 291–295                            | 211–215                                      | 2’C       | Henschel                                                                          | 1924       | 211: Pampilhosa                                                 |        |
| Herkunft                  | Erster Name      | CP-Nr. vor 1927 | CP-Nr. ab 1927                     | CP-Nr. ab 1950                               | Achsfolge | Hersteller                                                                        | Baujahr(e) | Anmerkungen                                                     | Bilder |
| SeS 81–99, MD 51–65       |                  |                 | 1281–1299, 2251–2265               | 221–252                                      | 2’C n4v   | Borsig, Esslingen, Cockerill                                                      | 1903–1923  | 238: Entroncamento, 248: Contumil                               |        |
|                           |                  | 61–72           | 261–272                            | 261–272                                      | 2’C       | Fives Lille                                                                       | 1899–1904  | 262: Entroncamento                                              |        |
| SeS 61–66                 |                  |                 | 1261–1266                          | 281–286                                      | 2’C       | Henschel                                                                          | 1910       | 282: Vila Nova de Gaia                                          |        |
| SeS 201–206               |                  |                 | 1201–1206                          | 291–296                                      | 2’C       | Henschel                                                                          | 1913       | 294: Vila Nova de Gaia                                          |        |
|                           |                  | 301–305         | 366–370                            | 301–305                                      | 2C        | SACM                                                                              | 1905       |                                                                 |        |
|                           |                  | 351–360         | 351–360                            | 351–360                                      | 2’C       | Henschel                                                                          | 1911–1913  | 357: Entroncamento                                              |        |
|                           |                  | 401–406         | 401–406                            | 401–406                                      | 2’C       | Maffei                                                                            | 1908       |                                                                 |        |
|                           |                  | 601–608         | 501–508                            | 501–508                                      | 2C1       | Henschel                                                                          | 1925       |                                                                 |        |
| SeS 301–310               |                  |                 | 1501–1510                          | 551–560                                      | 2’C1’     | Henschel                                                                          | 1924       | 553: Santarem                                                   |        |
|                           |                  | 201–214         | 601–614                            | 601–614                                      | D         | SACM                                                                              | 1887–1890  |                                                                 |        |
| SeS 101–119               |                  |                 | 1701–1719                          | 701–719                                      | 1’D h2t   | Schwartzkopff, North British Locomotive Company                                   | 1912–1921  | 701: Vila Nova de Gaia                                          |        |
| MD 101–116                |                  |                 | 2701–2716                          | 751–766                                      | 1’D h2t   | North British Locomotive Company, Schwartzkopff                                   | 1912–1924  | 754: Entroncamento                                              |        |
| Herkunft                  | Erster Name      |                 | CP-Nr. ab 1948                     | CP-Nr. ab 1950                               | Achsfolge | Hersteller                                                                        | Baujahr(e) | Anmerkungen                                                     | Bilder |
| BA 101–103                |                  |                 | 801–803                            | 801–803                                      | 2’D       | Henschel                                                                          | 1930       | 801: Vilar Formosa                                              |        |
|                           |                  |                 |                                    | 831–836                                      | 2’D       | MTM, Babcock & Wilcox, Devis                                                      | 1947       |                                                                 |        |
| BA 201–202                |                  |                 | 851–860, 1851–1856, 2851–2856      | 851–872                                      | 1’D1’     | ALCO                                                                              | 1945       | 855: Entroncamento                                              |        |
|                           |                  | 501             | 951                                |                                              | CC        | Werkstätte CP Lisboa                                                              |            |                                                                 |        |

## Schmalspur-Dampflokomotiven

### Companhia dos Caminhos de Ferro do Norte de Portugal (NP)
Spurweite 1000 mm
| Herkunft         | NP-Nr.  | CP-Nr.      | UIC-Nr.             | Bauart    | Hersteller            | Baujahr(e) | Anmerkungen                                 | Bilder |
| ---------------- | ------- | ----------- | ------------------- | --------- | --------------------- | ---------- | ------------------------------------------- | ------ |
| PPF 7–9          |         | E 31–E 33   |                     | C n2t     | Fives Lille           | 1876–1890  | urspr. Spurweite 900 mm                     |        |
| CF Guimaraes 1–3 | 21–23   | E 11–E 13   |                     |           | Hudswell, Clarke & Co | 1882       |                                             |        |
| PPF 10–11        |         | E 61–E 62   |                     | C1’ n2t   | Krauss/München        | 1897       | urspr. Spurweite 900 mm                     |        |
| CF Guimaraes 4–5 | 24–25   | E 71–72     |                     | 1’C n2t   | SLM                   | 1884       |                                             |        |
| PPF 14–15        | 31–32   | E 151–E 152 |                     | B’B n4vt  | Henschel              | 1905       | E 151: Mus. Lousado urspr. Spurweite 900 mm |        |
| PPF 16–17        | 41–42   | E 181–E 182 | 3 079 181-6 – 182-4 | (1’B)C2’  | Henschel              | 1923       | E 181: Mus. Lousado urspr. Spurweite 900 mm |        |
| CF Guimaraes 6–8 | 51–53   | E 101–E 103 | 3 059 101-8 – 103-4 | 1’C n2t   | Esslingen             | 1907       | E 101: Mus. Lousado                         |        |
|                  | 101–104 | E 141–E 144 | 3 079 141-0 – 144-4 | 1’D1’ h2t | Henschel              | 1931       | E 143: Santarem aufg., E 144: Mus. Lousado  |        |

### Companhia National de Caminhos de Ferro (CN)
Spurweite 1000 mm
| Herkunft     | Erster Name    | CN-Nr. | CP-Nr.      | UIC-Nr.                          | Bauart  | Hersteller | Baujahr(e) | Anmerkungen                                                           | Bilder |
| ------------ | -------------- | ------ | ----------- | -------------------------------- | ------- | ---------- | ---------- | --------------------------------------------------------------------- | ------ |
| Linha do Dão | BEIRA ALTA     | 1–6    | E 51–E 56   | 3 059 051-5, 3 059 054-2 – 056-4 | C n2t   | Kessler    | 1889       | E 52: Macinhata aufg., E 55: Mus. Bragança                            |        |
| Linha do Tua | TRAS-OS-MONTES | 11–16  | E 81–E 86   | 3 069 081-0 – 083-6              | 1’C n2t | Kessler    | 1886       | E 81, E 82: Mus. Bragança, E 83: Lousado aufg., E 86: Macinhata aufg. |        |
|              | VILALVA        | 21–24  | E 111–E 114 | 3 089 111-1, 3 089 113-7 – 114-5 | 1’C t   | Kessler    | 1904, 1908 | E 111: Macinhata aufg., E 113, E 114: Sernada aufg.                   |        |

### Caminhos de Ferro do Estado Minho e Douro (MD)
Spurweite 1000 mm
| MD-Nr.  | CP-Nr.      | UIC-Nr.                            | Bauart    | Hersteller   | Baujahr(e) | Anmerkungen                                                                              | Bilder |
| ------- | ----------- | ---------------------------------- | --------- | ------------ | ---------- | ---------------------------------------------------------------------------------------- | ------ |
| 201     | E 1         | 3 049 001-3                        | B n2t     | Henschel     | 1922       | Peso da Regua aufg.                                                                      |        |
| 301     | E 41        | 3 039 041-1                        | C t       | Hohenzollern | 1904       | Mus. Chaves                                                                              |        |
| 401–410 | E 161–E 170 | 3 069 161-0 – 166-9, 168-5 – 170-1 | B’B n4vt  | Henschel     | 1905, 1908 | teilweise museal, tw. abgebrochen, tw. in Betrieb (E 164 bei La Traction in der Schweiz) |        |
| 451–466 | E 201–E 216 | 3 079 201-2, 203-8 – 216-0         | 1’BC n4vt | Henschel     | 1911–1923  | tw. museal, tw. abg., tw. in Betrieb (E 206 bei La Traction in der Schweiz)              |        |

### Companhia de Caminho de Ferro do Valle de Vouga (VV)
Spurweite 1000 mm
| VV-Nr. | CP-Nr.      | UIC-Nr.                           | Bauart    | Hersteller        | Baujahr(e) | Anmerkungen                                                                     | Bilder |
| ------ | ----------- | --------------------------------- | --------- | ----------------- | ---------- | ------------------------------------------------------------------------------- | ------ |
| 1–7    | E 91–E 97   | 3 059 092-9, 094-5, 096-0 – 097-8 | 1’C t     | O & K, Decauville | 1910       | E 91: Mus. Porto, E 92: Pocinho vorh., E 96: Pocinho vorh., E 97: Sernada vorh. |        |
| 12–13  | E 21–E 22   |                                   | C n2t     | Corpet-Louvet     | 1904, 1907 | E 21: Sernada vorh., E 22: Macinhata aufg.                                      |        |
| 21–24  | E 121–E 124 | 3 059 121-6 – 124-0               | 2’C n2t   | Borsig            | 1908       | E 121, E 123: Macinhata aufg., E 122: Mus. Lousado, E 124: Torredeita aufg.     |        |
| 31–33  | E 131–E 133 | 3 089 131-9 – 132-7               | 1’D1’ h2t | Henschel          | 1924       | E 131, E 132: Mus. Macinhata                                                    |        |

### Porto – Povoa e Famalicão (PPF)
Spurweite 900 mm
| PPF-Nr. | NP-Nr. | CP-Nr.      | UIC-Nr.             | Bauart   | Hersteller     | Baujahr(e) | Anmerkungen           | Bilder |
| ------- | ------ | ----------- | ------------------- | -------- | -------------- | ---------- | --------------------- | ------ |
| 1–2     |        |             |                     |          | Vulcan?        | 1875       |                       |        |
| 3–6     |        |             |                     |          | Black-Hawthorn | 1874       | 6: Mus. Lousado       |        |
| 7–9     |        | E 31–E 33   |                     | C n2t    | Fives Lille    | 1876, 1890 |                       |        |
| 10–11   |        | E 61–E 62   |                     | C1’ n2t  | Krauss/München | 1897       |                       |        |
| 12–13   |        |             |                     | 1B t     | Tubize         | 1888       |                       |        |
| 14–15   | 31–32  | E 151–E 152 |                     | B’B n4vt | Henschel       | 1905       |                       |        |
| 16–17   | 41–42  | E 181–E 182 | 3 079 181-6 – 182-4 | (1’B)C2  | Henschel       | 1923       | E 181: Mus. Macinhata |        |

## Elektrolokomotiven
| Baureihe | Name | Einsatzgebiet                                        | Anmerkungen                                                                                               | Bilder |
| -------- | ---- | ---------------------------------------------------- | --- | ------ |
| 2500     |      | Güterverkehr                                         | gebaut durch Sorefame/Alstom 1956                                                                         |        |
| 2550     |      | Güterverkehr                                         | gebaut durch Sorefame/Alstom 1963; ähnlich der Baureihe 2500                                              |        |
| 2600     |      | früher Fernverkehr, inzwischen nur noch Güterverkehr | gebaut durch Alstom/MTE 1974/1987                                                                         |        |
| 2620     |      | Fern- und Güterverkehr                               | gleiches Außendesign wie Reihe 2600; gebaut durch Sorefame/Alstom 1987; bauähnlich mit BB 15000 der SNCF; |        |
| 4700     |      | Güterverkehr                                         | gebaut durch Siemens, basierend auf dem Siemens Eurosprinter                                              |        |
| 5600     |      | Fern- und Güterverkehr                               | gebaut durch Siemens 1993; bauähnlich mit Renfe-Reihe 252                                                 |        |

## Diesellokomotiven
| Baureihe | Name              | Einsatzgebiet                                                                      | Anmerkungen | Bilder                                                    |
| -------- | ----------------- | ---------------------------------------------------------------------------------- | --- | --------------------------------------------------------- |
| 1100     |                   | Güterverkehr                                                                       | k. A. |                                                           |
| 1150     |                   | Fern- und Güterverkehr                                                             | gebaut durch Sorefame/Sentinel 1966/67                                                                                        |                                                           |
| 1200     |                   | Güterverkehr                                                                       | gebaut durch Sorefame/Sentinel 1961–64; bauähnlich mit SNCF BB 63500; teils nach Argentinien verkauft                         |                                                           |
| 1300     |                   |                                                                                    | gebaut durch Whitcomb Locomotive Company 1952                                                                                 |                                                           |
| 1320     | ALCo DL-535S      |                                                                                    | gebaut durch Alco, 1989 von der RENFE gekauft                                                                                 |                                                           |
| 1400     |                   | Güterverkehr                                                                       | gebaut 1967 durch English Electric/Soreframe                                                                                  |                                                           |
| 1500     | ALCO RSC-2        | Güterverkehr                                                                       | gebaut durch Alco 1948 |                                                           |
| 1520     | ALCO RSC-3        | Güterverkehr                                                                       | gebaut durch Vossloh |                                                           |
| 1550     | ALCO MX-620       | Güterverkehr                                                                       | gebaut durch Montreal Locomotive Works 1973                                                                                   |                                                           |
| 1800     |                   | Fernverkehr, Güterverkehr                                                          | gebaut durch English Electric 1968; Ähnlichkeit mit BR-Reihe 50                                                               | Erhaltene 1805 im Museu Nacional Ferroviário (April 2009) |
| 1900     |                   | Güterverkehr                                                                       | gebaut durch Sorefame/Alstom 1981, ähnlich der Reihe CC 72000                                                                 |                                                           |
| 1930     |                   | Fernverkehr                                                                        | gebaut durch Sorefame/Alstom 1979; ähnlich der Reihe 1900 aber ohne elektromotorische Bremse; teils nach Argentinien verkauft |                                                           |
| 1960     | ALCO MX-627       | Güterverkehr in Nord- und Zentralportugal                                          | gebaut durch Bombardier 1979                                                                                                  |                                                           |
| 6000     | Vossloh Euro 4000 | grenzüberschreitender Güterverkehr Portugal/Spanien (Captrain Portugal und Medway) | gebaut durch Vossloh 2008/09                                                                                                  |                                                           |
| 9000     |                   | Meterspurstrecken                                                                  | gebaut durch Alstom 1958 |                                                           |
| 9020     |                   | Meterspurstrecken der Linha do Douro                                               | gebaut 1976 |                                                           |

## Elektrotriebwagen
| Baureihe | Name             | Einsatzgebiet                                                           | Anmerkungen                                                                         | Bilder |
| -------- | ---------------- | ----------------------------------------------------------------------- | ----------------------------------------------------------------------------------- | ------ |
| 2000     |                  | Vorortverkehr im Raum Lissabon                                          | gebaut durch Sorefame 1955/56; teils nach Argentinien verkauft                      |        |
| 2050     |                  | Regionalverkehr                                                         | gebaut durch Sorefame 1962; weiterentwickelte Reihe 2000                            |        |
| 2080     |                  | Regionalverkehr                                                         | gebaut durch Sorefame 1966–68; weiterentwickelte Reihe 2050                         |        |
| 2100     |                  | Regionalverkehr                                                         | gebaut durch Sorefame 1970                                                          |        |
| 2150     |                  | Regionalverkehr                                                         | gebaut durch Sorefame 1977                                                          |        |
| 2200     |                  | Regionalverkehr                                                         | gebaut durch Sorefame 1984                                                          |        |
| 2240     |                  | Regionalverkehr                                                         | modernisierte Reihe 2100/2200                                                       |        |
| 2300     |                  | Vorortverkehr im Raum Lissabon                                          | gebaut durch Sorefame/Siemens TS 1992                                               |        |
| 2400     |                  | Vorortverkehr im Raum Lissabon                                          | gebaut durch Sorefame/Siemens TS 1998; ähnlich der Reihe 2300, aber mit Klimaanlage |        |
| 2700     | Flirt 160        | Regionalverkehr                                                         | in Produktion bei Stadler Rail; teilweise bimodal (diesel/elektrisch)               |        |
| 3100     |                  | Vorortverkehr auf der Linha de Cascais                                  | gebaut durch Cravens 1950; Gleichstrom                                              |        |
| 3150     |                  | Vorortverkehr auf der Linha de Cascais                                  | durch EMEF modernisierte Reihe 3100; Gleichstrom                                    |        |
| 3200     |                  | Vorortverkehr auf der Linha de Cascais                                  | gebaut durch Sorefame 1959; Gleichstrom                                             |        |
| 3250     |                  | Vorortverkehr auf der Linha de Cascais                                  | durch EMEF modernisierte Reihe 3200; Gleichstrom                                    |        |
| 3400     | Viriatus         | Vorortverkehr im Raum Porto                                             | gebaut durch Siemens TS/Bombardier 2002                                             |        |
| 3500     | X'TRAPOLIS Tagus | Vorortverkehr im Raum Lissabon (CP/Fertagus)                            | gebaut durch Alstom 1999/2000; bauähnlich mit Renfe-Reihe 450                       |        |
| 4000     | Alfa Pendular    | Hochgeschwindigkeitsfernverkehr auf der Linha do Norte und Linha do Sul | bauähnlich mit italienischer ETR 460                                                |        |

## Dieseltriebwagen
| Baureihe | Name                  | Einsatzgebiet                                                                                           | Anmerkungen                                                                                            | Bilder |
| -------- | --------------------- | --- | --- | ------ |
| 0050     |                       | Regionalverkehr auf Nebenstrecken                                                                       | gebaut durch Nydqvist och Holm 1948                                                                    |        |
| 0100     |                       | Regionalverkehr auf Nebenstrecken                                                                       | gebaut durch Nydqvist och Holm 1948; teils nach Argentinien verkauft                                   |        |
| 0300     | Allan                 | Regionalverkehr auf Nebenstrecken                                                                       | gebaut durch Allan Rotterdam 1954/55                                                                   |        |
| 0301     | Allan                 | Regionalverkehr auf Nebenstrecken                                                                       | durch EMEF modernisierte Reihe 0300                                                                    |        |
| 0350     | Allan                 | Regionalverkehr auf Nebenstrecken                                                                       | durch EMEF 2003 modernisierte Reihe 0301                                                               |        |
| 0400     |                       | Regionalverkehr                                                                                         | gebaut durch Sorefame 1965/66                                                                          |        |
| 0450     |                       | Regionalverkehr                                                                                         | durch EMEF modernisierte Reihe 0400                                                                    |        |
| 0500     | Foguete               | Schnellverkehr                                                                                          | 3 Stück gebaut durch Fiat 1953                                                                         |        |
| 0592     |                       | Regionalverkehr auf der L. do Minho und do Douro                                                        | gebaut 1981–1984; von der Renfe Operadora geliehen                                                     |        |
| 0600     |                       | Regionalverkehr                                                                                         | gebaut durch Sorefame 1978/79; 1989/90 baulich erweitert                                               |        |
| 0650     |                       | Regionalverkehr                                                                                         | gebaut durch Sorefame 1988                                                                             |        |
| 0750     | Uerdinger Schienenbus | Regionalverkehr                                                                                         | gebaut durch Waggonfabrik Uerdingen/Construcciones Españolas 1966 für die RENFE, Kauf durch CP 1979/80 |        |
| 9100     |                       | Meterspur-Regionalverkehr                                                                               | gebaut durch Nydqvist och Holm 1950                                                                    |        |
| 9300     |                       | Meterspur-Regionalverkehr                                                                               | gebaut durch Allan Rotterdam 1954; ähnlich der Reihe 0300                                              |        |
| 9400     |                       | Meterspur-Regionalverkehr                                                                               | 1992/93 aus 9700 umgebaut                                                                              |        |
| 9500     |                       | Meterspur-Regionalverkehr auf der Linha do Tua und Teile auf der Linha do Douro (CP/Metro de Mirandela) | 1996 aus 9700 umgebaut                                                                                 |        |
| 9600     |                       | Meterspur-Regionalverkehr                                                                               | gebaut 1976 durch Alsthom; 17 Stück nach Argentinien verkauft                                          |        |
| 9630     |                       | Meterspur-Regionalverkehr auf der Linha do Vouga                                                        | gebaut 1991                                                                                            |        |
| 9700     |                       | Meterspur-Regionalverkehr                                                                               | 1980 von JŽ übernommen; 1992/93 und 1996 zu Reihe 9400 und 9500 umgebaut                               |        |